# Purikura

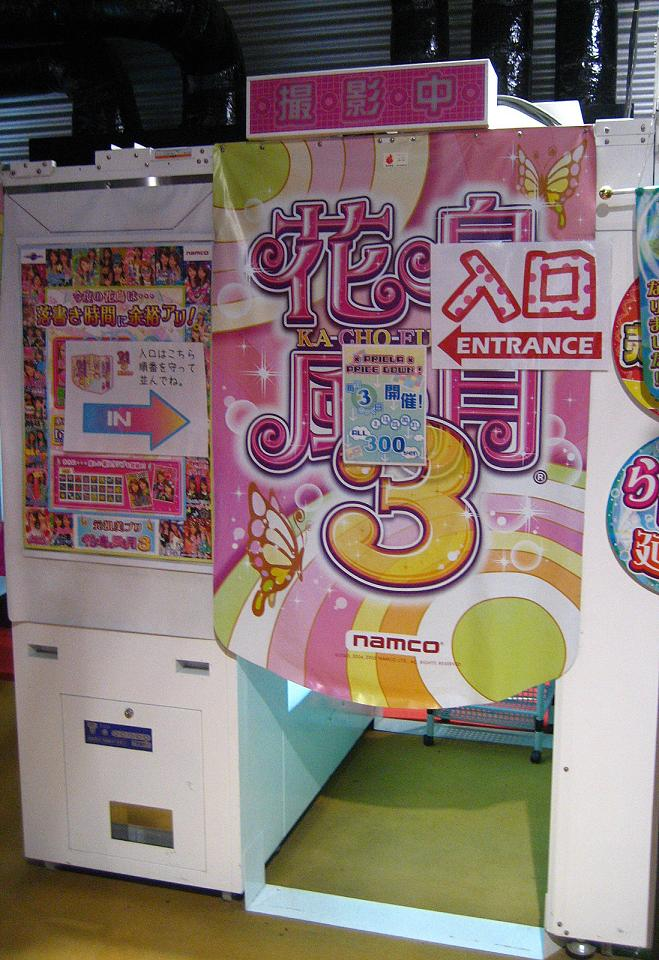
A purikura fotó fülke Fukusimában, Japán

Purikura (プリクラ) egy automata vagy modern trafik, amely tartalmaz egy automatizált, érmével működő fényképezőt és film processzort.
Japánban a purikura (プリクラ) egy fotóautomata, ami matricára nyomtatja ki a képeket, hasonló a fotó fülkékhez (angolul: photo booth-okhoz). Az elnevezés a Purinto Kurabu (プリント倶楽部, angolul: Print and club) rövidítéséből származik.

## Leírás
Purikura, a fotómatrica-fülkére alkalmas japán kifejezés. A purikura végleges formájában, 1995 óta létezik. Japánban összpontosul, de mára már elterjedt az ázsiai országokban az USA-ba és Kanadába is. Az alapvető fogalom egyszerű. Ebben a fülkébe olyan fotókat lehet csinálni, amiket matricaként nyomtatnak ki egy 10x15 papírra. 1995 óta a purikura rengeteg módosítással bővült, amikkel manipulálni és feljavítani lehet az ott helyben elkészült képeket. Kezdetben csak azt lehetett kiválasztani hogy milyen kerete legyen a készült képnek. Népszerű volt a Hello Kitty-s témájú keret illetve az egyéb karaktereket ábrázoló háttér témák mint Keroppi.
A legtöbb gép rendelkezik bluescreen-el, bőrszín manipulációval (választható a bőrfehérítés/sötétítés effekt), különböző hátterek kiválasztásának lehetőségével, szem nagyobbítás (enlargening) és haj szín változtatás funkcióval.

## Opciók
A szemet megnagyobbító és a hajszínt változtató funkciók, minden gépben megtalálhatóak. A gép a fénykép elkészítését követően felajánlja a felhasználónak hogy módosítsa a készült képet effektekkel, bélyegek, szövegek hozzáadásával. A választék igen nagy. Lehetőség van szívek, szikrák hozzáadásához a képen, vagy éppen a szemünk méretének megnagyobbítására, hajunk színének megváltoztatására. A matricákat általában barátok készítik, és cserélik, ezért sok Japán gép engedélyezi hogy a két ember mindegyike választhasson egy elkészült képet. Ezt e-mailben el is küldhetik ott helyben a telefonjukra.

## Használata
A purikurát általában 10 és 25 év közötti fiatal nők és 14 és 25 év közötti fiatal párok használják. Bár nagyobb baráti csoportok (néha lányok és fiúk együtt) is használják, de gyakrabban két lány vagy egy pár használja. Érdekes megjegyezni, hogy Japánban az árkádok több emeletes épületek aminek az alagsora teljesen a purikuráknak van szentelve. Több tucatnyi gép található lent, különböző árak között, (átlagosan 250 és 600 jen között) melyek változó népszerűségnek örvendenek. Némely előtt sorba állnak az emberek, némely pedig mintha már hónapok óta nem használták volna. Ezekben van tükör és ollók is (a matricák szétosztásához). Fiúkat sokszor nem engednek le erre a szintre, ha csak nem egy lánnyal együtt jönnek.
Működése

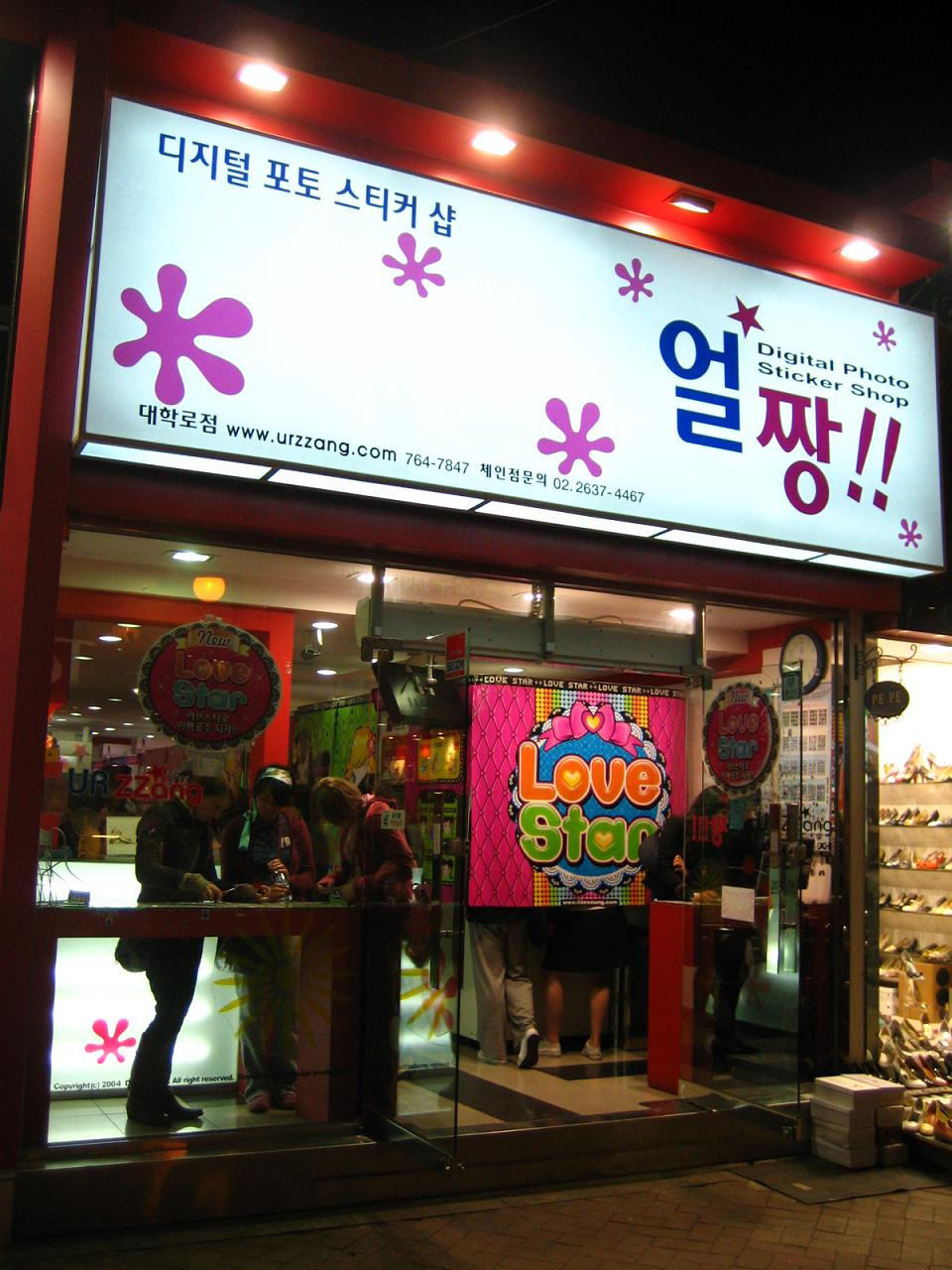
Purikura bolt Szöulban, Dél Korea

- Pénz bedobását követően a gép időzítve készíti a képet. Ezért a gép beindítása előtt érdemes eltenni a képen látni nem kívánt dolgokat mint a kabátot, táskát.
- A gépbe lépve egy képernyő látható, ezen található az alkalmazás amivel manipulálni lehet az elkészült fotót.
- Választható téma, háttérfény erőssége, és keret.
- A gép jelzi a kiválasztásokat követően mikor kell beállni a pózba, mielőtt a kép készülne.
- A kívánt képet ki lehet választani, a nem kívántat pedig törölni.
- A kép dekorálását ezután lehet elkezdeni, akár több ember is egyszerre dekorálhatja a kiválasztott képeket.
- Purikura gépekben időzítő van, ezért egy bizonyos idő után már nincs lehetőség a fotó szerkesztésére.A képernyőn mindvégig fel van tüntetve a felhasznál által kiválasztott opciók, effektek, írások.
- A nyomtatás előtt ki lehet választani hány képet szeretnénk nyomtatni. Minden nyomtatás azonos méretű papírral készül, de eltérő lehet a készült képek száma rajta valamint azok méretezése.
- A nyomtatás gomb megnyomását követően, a képet a purikura gépnél elhelyezett ollók segítségével a keretek mentén felvágható.

## Fordítás
- Ez a szócikk részben vagy egészben  a   Photo Booth című angol Wikipédia-szócikk ezen változatának fordításán alapul.  Az eredeti cikk szerkesztőit annak laptörténete sorolja fel. Ez a jelzés csupán a megfogalmazás eredetét és a szerzői jogokat jelzi, nem szolgál a cikkben szereplő információk forrásmegjelöléseként.
- Ez a szócikk részben vagy egészben  a(z)   プリント倶楽部 című japán Wikipédia-szócikk ezen változatának fordításán alapul.  Az eredeti cikk szerkesztőit annak laptörténete sorolja fel. Ez a jelzés csupán a megfogalmazás eredetét és a szerzői jogokat jelzi, nem szolgál a cikkben szereplő információk forrásmegjelöléseként.